# Venonia micarioides
Venonia micarioides là một loài nhện trong họ Lycosidae.
Loài này thuộc chi Venonia. Venonia micarioides được Ludwig Carl Christian Koch miêu tả năm 1877.